# Apache HTTP poslužitelj
Apache HTTP poslužitelj (Apache HTTP server)  je besplatni web poslužitelj otvorenog koda.
Moguće ga je koristiti na raznim operacijskim sustavima poput Windowsa i macOS-a, no uobičajeno se koristiti na unixoidima. Objavljen je 1995. godine i danas je jedan od najkorištenijih web poslužitelja u svijetu. Koristi se za cca. 65% svih hrvatskih domena.
Apache razvija i održava otvorena zajednica programera pod vodstvom Apache Software Foundation. 

## Moduli Apache HTTP poslužitelja
Osim posluživanja statičkih HTML stranica i drugih datoteka (slika, CSS i JavaScript datoteka), Apache se može proširivati brojnim dodatnim modulima, navodimo nekoliko češće rabljenih:
- mod_ssl - omogućavanje posluživanje istih (ili različitih) stranica na istom poslužitelju preko HTTPS protokola, uz defaultni HTTP. Kako noviji preglednici HTTP stranice (češće se rabi pisanje malim slovima - http, iako je riječ o kratici) označuju nesigurnima (Chrome/Chromium od veljače 2018.,[2] mod_ssl je modul koji se sve češće rabi. Dok se nekoć taj modul rabio uglavnom tamo gdje je potrebna dodatna sigurnost, za npr. internetsko bankarstvo, internetsku kupovinu, pogotovo dok su se certifikati morali kupovati, otkad postoji Let's Encrypt CA koji izdaje besplatne 3-mjesečne certifikate, svatko može imati svoj HTTPS poslužitelj.

- mod_php - omogućavanje posluživanja PHP programskih stranica, omogućavanje mrežnih odnosno internetskih i/ili intranetskih aplikacija.

- mod_perl - omogućavanje posluživanja Perl programskih stranica, omogućavanje mrežnih odnosno internetskih i/ili intranetskih aplikacija.

- mod_info - detaljne informacije o Apache poslužitelju

- mod_status - statusne informacije o Apache poslužitelju

| Inačica                     | Početno izdanje | Zadnje izdanje      |
| --------------------------- | --------------- | ------------------- |
| 1.3                         | 1998-06-06      | 2010-02-03 (1.3.42) |
| 2.0                         | 2002-04-06      | 2013-07-10 (2.0.65) |
| 2.2                         | 2005-12-01      | 2017-07-11 (2.2.34) |
| 2.4                         | 2012-02-21      | 2020-04-01 (2.4.43) |
| Stara inačicaZadnja inačica |                 |                     |

## Povijest
Apache je naziv platforme web servera (ali isto tako i team-a open source koji razvija software servera, tipa multi-platform tj. koji radi na različitim operacijskim sustavima UNIX-Linux,   
Windows.
Projekt Apache nastaje 1995. godine, inačica 1.0 izlazi 1. prosinca 1995. U razdoblju samo jedne godine njegova popularnost nadilazi onu NCSA (National Center for Supercomputing Application) odnosno servera iz kojeg proizlazi i sam Apache. Inačica 2.0 Apache izlazi tijekom konferencije ApacheCon, održane u ožujku 2000. u Orlandu, Florida.
Velika popularnost ovog softwarea je dokaz njegove kvalitete iako spada u open-source, prema istraživanjima Netcrafta 2005., od 75 milijuna web stranica, oko 52 mulijuna koriste Apache web-server, u listopadu 2006. godine brojke rastu na 60 milijuna odnosno (60,32%) ukupno postojećih web stranica.
Postoje "paketi" softwarea kao sto je Xampp koji se osnivaju na Apache serveru koji objedinjuju aplikacije potrebne za razvoj dinamičnih web stranica razvijenih u PHP programskom jeziku. 
Xampp sadrži:
- Apache webserver
- MySQL database managment system (baza podataka)
- Perl, PHP, i Python (programski jezik)

## Vanjske poveznice
- Službena stranica
- ONLamp.com Apache DevCenter  Arhivirana inačica izvorne stranice od 21. srpnja 2006. (Wayback Machine)
- Apache Week
- Apache News Online